# Igor' Anatol'evič Kirillov
Igor' Anatol'evič Kirillov (in russo Игорь Анатольевич Кириллов?; Kostroma, 13 luglio 1970 – Mosca, 17 dicembre 2024) è stato un generale russo, comandante del Corpo truppe difesa NBC (Vojska RChBZ) dal 2017 fino al suo assassinio nel 2024.

## Biografia
Kirillov è nato nel 1970 a Kostroma, capoluogo della regione omonima, nell'allora RSFS russa.

### Carriera militare
Kirillov ha intrapreso la sua carriera militare nel 1987, completando nel 1991 il corso di studi presso la Scuola di Protezione Chimica del Comando Militare Superiore di Kostroma, conseguendo il diploma con lode.
Tra il 1991 e il 1995, ha servito come comandante di plotone nel Gruppo di Forze Occidentali. In seguito al rientro dalla Germania, è stato assegnato al Distretto militare di Mosca. Nel 1995, Kirillov è entrato a far parte del corpo di truppe di difesa NBC (Chimico, Biologico, Radiologico e Nucleare), istituito tre anni prima, iniziando la sua carriera come comandante di plotone. Nel 2009, ha raggiunto il grado di comandante di brigata. Durante questo periodo, nel 2007, ha conseguito il diploma presso l'Accademia Militare "S. K. Timošenko" e, successivamente, nel settembre 2014, è stato nominato comandante dell'Accademia stessa. Nel 2016, Kirillov è stato promosso al grado di maggior generale. Nel maggio 2017, è stato nominato comandante delle truppe di difesa NBC, succedendo al tenente generale Eduard Čerkasov. L'anno successivo venne promosso a tenente generale.
Nel corso del 2022, il generale russo ha sollevato accuse nei confronti delle forze militari ucraine, sostenendo che queste, con il supporto degli Stati Uniti, stessero sviluppando armi biologiche illegali destinate a colpire la popolazione russa. In particolare, nel marzo 2022, ha affermato che gli Stati Uniti e i loro alleati avrebbero tentato di creare "agenti biologici in grado di colpire selettivamente vari gruppi etnici", con un focus specifico sulla popolazione slava. Successivamente, nel giugno dello stesso anno, il generale ha annunciato che presso i laboratori ucraini si stava conducendo ricerca e sviluppo di virus trasmissibili attraverso zanzare del genere Aedes, utilizzabili tramite droni. Sempre nel 2022, Kirillov è stato insignito del titolo di "Cittadino onorario della regione di Kostroma".
Nel gennaio 2024, il generale ha accusato Gina Haspel, ex direttrice della CIA, e Alex Azar, ex segretario della salute degli Stati Uniti, di aver ostacolato le indagini sulle origini del coronavirus e di aver manipolato l'opinione pubblica a favore degli interessi delle aziende farmaceutiche. Il 16 dicembre 2024, lo SBU ha avviato un procedimento penale contro di lui in contumacia, con l'accusa di "uso massiccio di armi chimiche" durante l'invasione russa dell'Ucraina.

### Assassinio
Il 17 dicembre 2024, Kirillov, assieme al suo assistente Il'ja Polikarpov, è stato ucciso da una bomba di trecento grammi di tritolo, nascosta in un monopattino parcheggiato all'ingresso della sua residenza a Mosca. L'attentato è avvenuto intorno alle 6 di mattina, quando stava per recarsi al ministero della Difesa, dove avrebbe tenuto un discorso. Il giorno seguente, le forze dell'ordine russe hanno detenuto un uomo di origini uzbeke, ritenuto responsabile dell'omicidio del generale.
Il 20 dicembre è stato celebrato il funerale al Cimitero militare commemorativo federale nella periferia nord-orientale di Mosca dove la sua famiglia ha ottenuto la stella d'oro dell'Eroe della Federazione russa.

## Sanzioni
Nell'ottobre 2024 il Regno Unito gli ha imposto sanzioni poiché "coinvolto nell'uso di armi chimiche disumane sul campo di battaglia in Ucraina".